# Amkoullel, l'enfant peul
Amkoullel, l'enfant peul est un roman de l'écrivain malien Amadou Hampâté Bâ,. 

## Synopsis
Amadou Hampâté Bâ raconte son enfance au Mali, comment il est entré à l'école coranique en 1907, avant d'être conduit à l'école des colons blancs, puis de préparer le certificat d'études à Djenné puis à Bamako, en internat. Il est ensuite encouragé à faire des études au Sénégal.

## Récompense
Paru en 1991 aux éditions Actes Sud, l'ouvrage reçoit le Grand Prix littéraire d'Afrique noire la même année,.